# Nikola Mushanov
Nikola Mushanov  (Bulgarian: Никола Стойков Мушанов), né le 12 avril 1872 à Dryanovo et mort le 10 mai 1951 à Sofia est un homme politique bulgare. Il est premier ministre de Bulgarie d'octobre 1931 à mai 1934.

## Biographie
Il fait des études de droit et est élu en 1902 au Parlement.. En 1908 il commence une longue carrière ministérielle. Il est nommé premier ministre de Bulgarie le 12 octobre 1931. Il est démis de ses fonctions le 19 mai 1934. Il devient le leader du Parti démocrate bulgare. Pendant la Seconde Guerre mondiale il refuse de faire entrer son parti au Front patriotique. En 1944 il rejoint l'opposition anti-communiste.